# Третій саміт перших леді та джентльменів
Третій саміт перших леді та джентльменів (англ. The Third Summit of First Ladies and Gentlemen) — ініціатива першої леді України Олени Зеленської. Тема третього саміту: «Ментальне здоров’я: стійкість і вразливість майбутнього». Третій саміт відбувся 6 вересня 2023 року у заповіднику «Софія Київська».

## Про саміт
Саміт відбувся 6 вересня 2023 року на території національного заповідника «Софія Київська». Тема третього Саміту перших леді та джентльменів – «Ментальне здоров’я: стійкість і вразливість майбутнього». Ведучими саміту стали британський актор, режисер, письменник Стівен Фрай та українська журналістка Ганна Гомонай. До учасників заходу звернувся Президент України Володимир Зеленський.
Як зазначила засновниця саміту, перша леді України Олена Зеленська, відкриваючи саміт, практичним результатом саміту стане реалізація проєкту медичного партнерства між країнами.
|                   | Ми поставили за мету, щоб кожен наш саміт мав практичний результат. На минулорічному саміті, об'єднавши небайдужих людей з усього світу, нам вдалося зібрати більше ніж 6 мільйонів доларів, і це дало нам можливість придбати 92 сучасні реанімобілі, які тепер рятують життя українців. Цьогоріч одним із результатів саміту буде заснування мережі медичного партнерства між країнами |
| — Олена Зеленська | |

Спеціально для саміту було проведено масштабне соціологічне дослідження про ментальне здоров’я, яке охопило 11 країн у різних регіонах, як-от Аргентина, Бразилія, Велика Британія, Ізраїль, Німеччина, Польща, США, Туреччина, Україна, Хорватія, Японія. Серед цих країн є як ті, що зазнавали війни в недалекому минулому, так і ті, що пережили масштабні конфлікти багато десятиліть тому. Соціологічне дослідження провела британська компанія Alligators Digital, що має низку нагород у сфері інноваційних досліджень. Опитування здійснено в межах Всеукраїнської програми ментального здоров’я «Ти як?» з ініціативи першої леді України Олени Зеленської за підтримки Всесвітньої організації охорони здоров’я. Експертну підтримку дослідження забезпечили Координаційний центр з психічного здоров’я при Кабінеті Міністрів України, BRAND UKRAINE та ГО «Безбар'єрність».

## Панелі саміту
Саміт складався з трьох панелей: «Ментальне здоров’я: баланс стійкості та крихкості», «Вплив війни на ментальне здоров'я», «Покоління, яке керуватиме світом за 15 років».
Окрім цього, під час саміту вперше діяла додаткова локація Mental Stage. Там лідери думок та зірки світового мистецтва обговорювали зв’язок мистецтва, культури й ментального здоров’я. Ведучим на локації був Тимур Мірошниченко.

## Учасники
До саміту особисто чи за допомогою відеозв’язку приєдналися 29 учасниць та учасників: перша леді Польщі Агата Корнгаузер-Дуда, перша леді Туреччини Еміне Ердоган, перша леді Кіпру Філіппа Карсера, перша леді Кенії Рейчел Руто, перша леді Ізраїлю Міхаль Герцог, дружина Президента Північної Македонії Елізабета Гьоргієвська, дружина Федерального президента Німеччини Ельке Бюденбендер, дружина Прем’єр-міністра Белізу Россана Брісеньо, дружина Федерального президента Австрії Доріс Шмідауер, перша леді Албанії Арманда Бегай, дружина Президента Європейської ради Амелі Дербаудренгієн, дружина Прем'єр-міністра Великої Британії Акшата Мурті, дружина Прем'єр-міністра Іспанії Марія Бегонья Гомес Фернандес, дружина Президента Ісландії Еліза Рейд, Президентка Європейського парламенту Роберта Мецола, президентка Європейської комісії Урсула фон дер Ляєн, дружина Прем'єр-міністра Японії Юко Кішіда, кронпринцеса Норвегії Метте-Маріт, королева Швеції Сільвія, перша леді Литви Діана Наусєдєнє, партнер Президентки Словаччини Юрай Різман, перший джентльмен Словенії доктор Алеш Мусар, дружина Прем’єр-міністра Вірменії Анна Акопян, перша леді Естонії Сір’є Каріс, перша леді Чехії Єва Павлова, перша леді Сербії Тамара Вучич, дружина Прем'єр-міністра Швеції Брігітта Ед, чоловік Прем'єр-міністерки Данії Бо Тенгберг, перша леді Пакистану Саміна Алві.

На першій панелі «Ментальне здоров’я: баланс стійкості та крихкості» як спеціальний гість виступив держсекретар США Ентоні Блінкен.
У межах фахової дискусії ведучий заходу Стівен Фрай і лікар-психотерапевт, автор документальних фільмів і науково-популярних книг, директор Інституту психічного здоров’я Українського католицького університету й Українського інституту когнітивно-поведінкової терапії Олег Романчук обговорили питання захисту ментального здоров'я.
Під час другої панелі саміту «Вплив війни на ментальне здоров'я» виступили президент України Володимир Зеленський, прем'єр-міністерка Данії Метте Фредеріксен та державний секретар США Ентоні Блінкен.
На головній сцені заходу відбулася розмова «Бути людиною на війні». Участь у ній взяли: модератор – французький письменник, режисер Бернар-Анрі Леві, хірург-доброволець Алексіс «Корінф» Чолас, військова-доброволиця Руслана «Незламна Руся» Данілкіна, правозахисниця, лауреатка Нобелівської премії Олександра Матвійчук.
На дискусійній панелі за модераторства головної редакторки The Economist Занні Мінтон Беддоуз та за участю першої леді України Олени Зеленської, першої леді Литви Діани Наусєдєнє, першої леді Чехії Єви Павлової, першого джентльмена Словенії доктора Алеша Мусара, засновника Ізраїльського центру лікування психотравм Денні Брома, завідувача відділу Інституту фізіології Національної Академії Наук України Віктора Досенка обговорювали питання, як підтримувати ментальне здоров’я під час війни.
На спеціальній додатковій локації цьогорічного саміту Mental Stage обговорювали вплив культури на ментальний стан. Участь у цій розмові взяли: французький режисер Мішель Азанавічус, фотографи Влада та Костянтин Ліберови, актор і режисер Шон Пенн.

На третій панелі заходу взяли участь режисер Антоніо Лукіч, стендап-комік і волонтер Василь Байдак, а американський актор Річард Гір приєднався до події онлайн. Антоніо Лукіч презентував учасникам свою нову короткометражну стрічку «Як я провів літо». Комік Василь Байдак наголосив на важливості гумору як інструменту протидії жахливій реальності. Актор Річард Гір же у своєму виступі провів паралель між російсько-українською війною та війною у В'єтнамі. Окрім цього, він наголосив на важливості зберігати світло всередині своєї свідомості.

## Результати
На третьому Саміті перших леді та джентльменів у межах проєкту «Міжнародне медичне партнерство» уклали 25 меморандумів про медичне партнерство між лікувальними закладами України та інших країн світу.
Побратимами українських лікарень стали вісім французьких медзакладів, по два — з Литви, Латвії, Молдови та Північної Македонії, а також провідні лікарні Польщі, Австрії, Данії, Естонії, Ірландії, Швеції, Іспанії, Канади, Ізраїлю та Нідерландів.
З українського боку партнерами виступатимуть лікувальні установи Київської, Дніпропетровської, Одеської, Миколаївської, Львівської, Тернопільської, Вінницької, Рівненської, Івано-Франківської та Закарпатської областей.
Як повідомив міністр охорони здоров’я України Віктор Ляшко, у спільній заяві міністрів 14 країн окреслені чотири головні напрями співпраці: робота над ментальним здоров’ям; медичне партнерство; розвиток кадрового ресурсу; піклування про ментальне здоров’я медпрацівників.